# Протоклітини
Протобіонти, або протоклітини (англ. protocell or protobiont) — самоорганізовані, ендогенно впорядковані сферичні скупчення  ліпідів, з яких, імовірно,  утворилося клітинне життя.
Центральне питання  еволюції — як протоклітини з'явилися і почався процес конкуренції, який призвів до появи життя. Функціональні протоклітини до сих пір не були отримані в лабораторних умовах, проте мета — розуміння процесу — цілком досяжна.

#### Ресурси Інтернету
- Protocells: Bridging Nonliving and Living Matter. Edited by Steen Rasmussen, Mark A. Bedau, Liaochai Chen, David Deamer, David Krakauer, Norman, H.Packard and Peter F. Stadler. MIT Press, Cambridge, Massachusetts. 2008.
- Living Chemistry & A Natural History of Protocells. Synth-ethic: Art and Synthetic Biology Exhibition (2013) at the Natural History Museum, Vienna, Austria.